# Fauguerolles
Fauguerolles (Haugaròlas en Gascon)commune du Sud-Ouest de la France, située dans le département de Lot-et-Garonne, en région Nouvelle-Aquitaine.

## Géographie

### Localisation
Fauguerolles est une commune située entre Marmande et Tonneins.

### Communes limitrophes
Les communes limitrophes sont Gontaud-de-Nogaret, Fauillet, Longueville, Sénestis et Taillebourg.
| Longueville |              | Gontaud-de-Nogaret |
| Taillebourg | Fauguerolles |                    |
|             | Sénestis     | Fauillet           |

### Climat
Pour des articles plus généraux, voir Climat de la Nouvelle-Aquitaine et Climat de Lot-et-Garonne.
Historiquement, la commune est exposée à un climat océanique aquitain.  
En 2020, Météo-France publie une typologie des climats de la France métropolitaine dans laquelle la commune est exposée à un climat océanique et est dans la région climatique Aquitaine, Gascogne, caractérisée par une pluviométrie abondante au printemps, modérée en automne, un faible ensoleillement au printemps, un été chaud (19,5 °C), des vents faibles, des brouillards fréquents en automne et en hiver et des orages fréquents en été (15 à 20 jours).
Pour la période 1971-2000, la température annuelle moyenne est de 13 °C, avec une amplitude thermique annuelle de 15,5 °C. Le cumul annuel moyen de précipitations est de 724 mm, avec 8,3 jours de précipitations en janvier et 6,3 jours en juillet. Pour la période 1991-2020, la température moyenne annuelle observée sur la station météorologique la plus proche, située sur la commune de Verteuil-d'Agenais à 13,41 km à vol d'oiseau, est de 13,8 °C et le cumul annuel moyen de précipitations est de 821,3 mm,. Pour l'avenir, les paramètres climatiques de la commune estimés pour 2050 selon différents scénarios d’émission de gaz à effet de serre sont consultables sur un site dédié publié par Météo-France en novembre 2022.

## Urbanisme

### Typologie
Au 1er janvier 2024, Fauguerolles est catégorisée commune rurale à habitat dispersé, selon la nouvelle grille communale de densité à sept niveaux définie par l'Insee en 2022.
Elle appartient à l'unité urbaine de Gontaud-de-Nogaret, une agglomération intra-départementale regroupant quatre  communes, dont elle est une commune de la banlieue,,. Par ailleurs la commune fait partie de l'aire d'attraction de Marmande, dont elle est une commune de la couronne,. Cette aire, qui regroupe 48 communes, est catégorisée dans les aires de 50 000 à moins de 200 000 habitants,.

### Occupation des sols

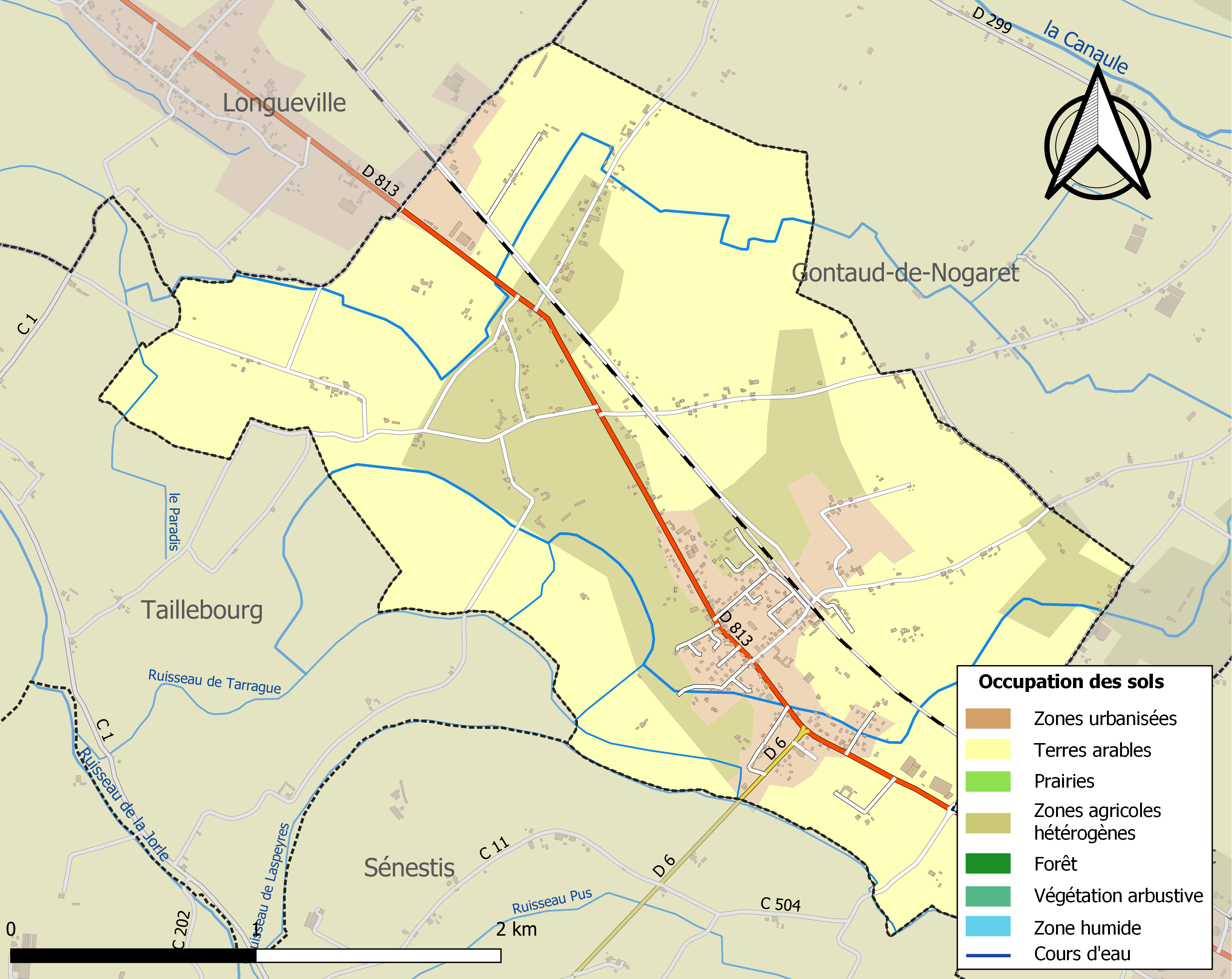
Carte des infrastructures et de l'occupation des sols de la commune en 2018 (CLC).

L'occupation des sols de la commune, telle qu'elle ressort de la base de données européenne d’occupation biophysique des sols Corine Land Cover (CLC), est marquée par l'importance des territoires agricoles (89,8 % en 2018), en diminution par rapport à 1990 (94,4 %). La répartition détaillée en 2018 est la suivante : 
terres arables (68,6 %), zones agricoles hétérogènes (21,2 %), zones urbanisées (10,2 %). L'évolution de l’occupation des sols de la commune et de ses infrastructures peut être observée sur les différentes représentations cartographiques du territoire : la carte de Cassini (XVIIIe siècle), la carte d'état-major (1820-1866) et les cartes ou photos aériennes de l'IGN pour la période actuelle (1950 à aujourd'hui).

### Voies de communication et transports
Traversée par la ligne de chemin de fer reliant Bordeaux à Toulouse, Fauguerolles a longtemps eu sa gare qui est aujourd'hui désaffectée. L'ex Nationale 113, aujourd'hui Départementale 813, traverse également le village.

### Risques majeurs
Le territoire de la commune de Fauguerolles est vulnérable à différents aléas naturels : météorologiques (tempête, orage, neige, grand froid, canicule ou sécheresse), inondations, mouvements de terrains et séisme (sismicité très faible). Il est également exposé à deux risques technologiques, le transport de matières dangereuses et la rupture d'un barrage. Un site publié par le BRGM permet d'évaluer simplement et rapidement les risques d'un bien localisé soit par son adresse soit par le numéro de sa parcelle.

#### Risques naturels
La commune fait partie du territoire à risques importants d'inondation (TRI) de Tonneins et Marmande, regroupant 19 communes concernées par un risque de débordement de la Garonne, un des 18 TRI qui ont été arrêtés fin 2012 sur le bassin Adour-Garonne. Les événements antérieurs à 2014 les plus significatifs sont les crues de 1770, 1875, 1930 et 1952. Des cartes des surfaces inondables ont été établies pour trois scénarios : fréquent (crue de temps de retour de 10 ans à 30 ans), moyen (temps de retour de 100 ans à 300 ans) et extrême (temps de retour de l'ordre de 1 000 ans, qui met en défaut tout système de protection). La commune a été reconnue en état de catastrophe naturelle au titre des dommages causés par les inondations et coulées de boue survenues en 1982, 1999, 2009, 2019 et 2021,.
Les mouvements de terrains susceptibles de se produire sur la commune sont des tassements différentiels.

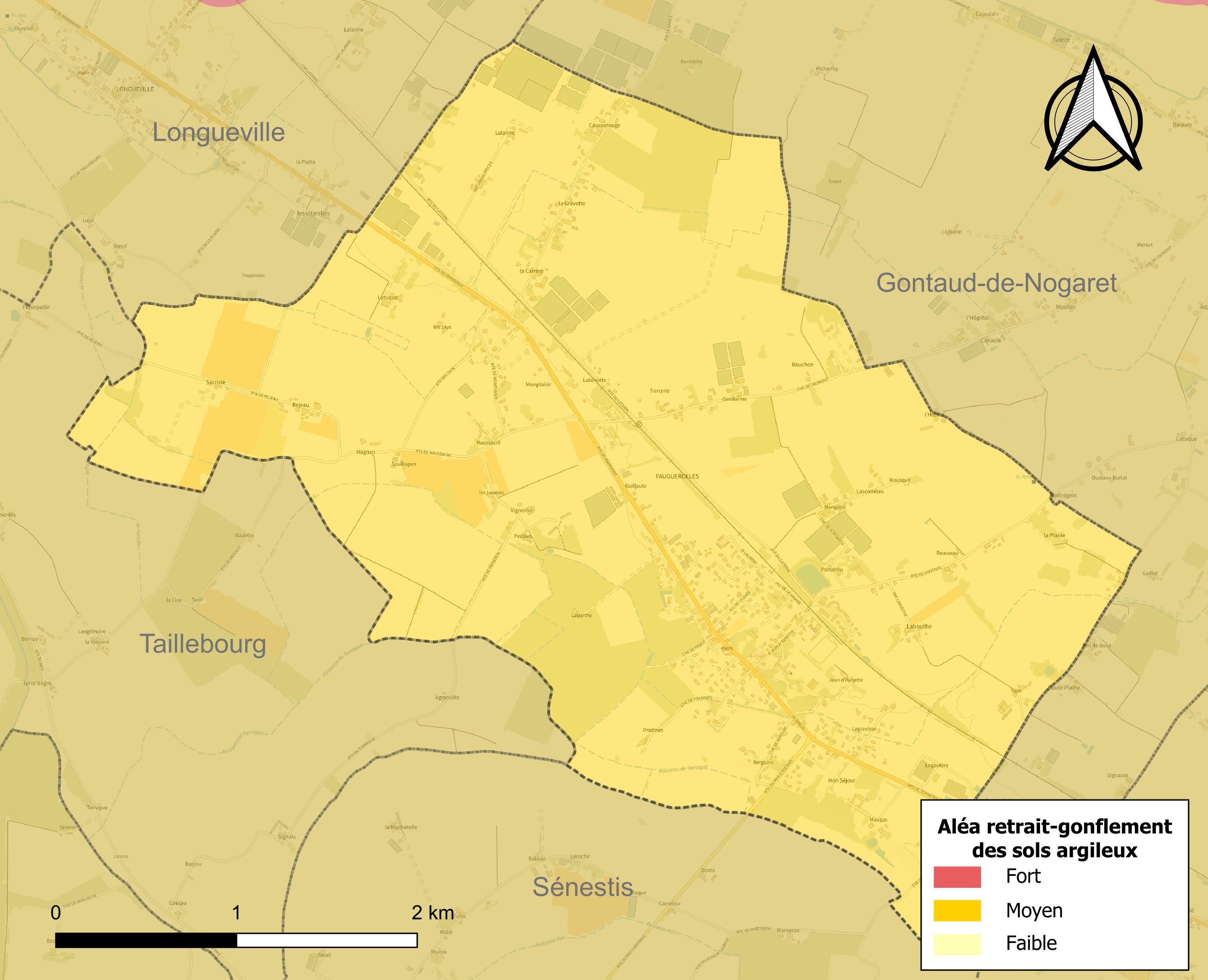
Carte des zones d'aléa retrait-gonflement des sols argileux de Fauguerolles.

Le retrait-gonflement des sols argileux est susceptible d'engendrer des dommages importants aux bâtiments en cas d’alternance de périodes de sécheresse et de pluie. La totalité de la commune est en aléa moyen ou fort (91,8 % au niveau départemental et 48,5 % au niveau national). Depuis le 1er octobre 2020, en application de la loi ELAN, différentes contraintes s'imposent aux vendeurs, maîtres d'ouvrages ou constructeurs de biens situés dans une zone classée en aléa moyen ou fort,.
Concernant les mouvements de terrains, la commune a été reconnue en état de catastrophe naturelle au titre des dommages causés par la sécheresse en 2009 et 2017 et par des mouvements de terrain en 1999.

#### Risque technologique
La commune est en outre située en aval des barrages de Grandval dans le Cantal et de Sarrans en Aveyron, des ouvrages de classe A. À ce titre elle est susceptible d’être touchée par l’onde de submersion consécutive à la rupture de cet ouvrage.

## Toponymie
Fauguerolles tire son nom du  terme latin falgaria/filicaria signifiant « lieu où abondent les fougères » et désigne, en l'occurrence, un village dans les fougères.

## Politique et administration
| Période                                  | Période   | Identité            | Étiquette | Qualité                                                                                         |
| ---------------------------------------- | --------- | ------------------- | --------- | ----------------------------------------------------------------------------------------------- |
| mars 1971                                | mars 2001 | Pierre Baudet       |           | Chef d'entreprise                                                                               |
| mars 2001                                | mars 2020 | Christian Lassort   |           | Professeur à la retraite                                                                        |
| mars 2020                                | En cours  | Maryline de Parscau | DVG       | Infirmière en disponibilité Suppléante de la conseillère départementale du Canton de Marmande-2 |
| Les données manquantes sont à compléter. |           |                     |           |                                                                                                 |

## Population et société

### Démographie
L'évolution du nombre d'habitants est connue à travers les recensements de la population effectués dans la commune depuis 1800. Pour les communes de moins de 10 000 habitants, une enquête de recensement portant sur toute la population est réalisée tous les cinq ans, les populations de référence des années intermédiaires étant quant à elles estimées par interpolation ou extrapolation. Pour la commune, le premier recensement exhaustif entrant dans le cadre du nouveau dispositif a été réalisé en 2005.

En 2022, la commune comptait 827 habitants, en évolution de +5,62 % par rapport à 2016 (Lot-et-Garonne : −0,18 %, France hors Mayotte : +2,11 %).
| 1800 | 1806 | 1821 | 1831 | 1836 | 1841 | 1846 | 1851 | 1856 |
| ---- | ---- | ---- | ---- | ---- | ---- | ---- | ---- | ---- |
| 479  | 646  | 725  | 755  | 762  | 738  | 716  | 693  | 748  |

| 1861 | 1866 | 1872 | 1876 | 1881 | 1886 | 1891 | 1896 | 1901 |
| ---- | ---- | ---- | ---- | ---- | ---- | ---- | ---- | ---- |
| 715  | 665  | 620  | 594  | 599  | 617  | 594  | 556  | 578  |

| 1906 | 1911 | 1921 | 1926 | 1931 | 1936 | 1946 | 1954 | 1962 |
| ---- | ---- | ---- | ---- | ---- | ---- | ---- | ---- | ---- |
| 574  | 570  | 535  | 515  | 511  | 528  | 510  | 550  | 596  |

| 1968 | 1975 | 1982 | 1990 | 1999 | 2005 | 2006 | 2010 | 2015 |
| ---- | ---- | ---- | ---- | ---- | ---- | ---- | ---- | ---- |
| 632  | 606  | 649  | 623  | 559  | 581  | 604  | 653  | 776  |

| 2020 | 2022 | - | - | - | - | - | - | - |
| ---- | ---- | - | - | - | - | - | - | - |
| 814  | 827  | - | - | - | - | - | - | - |

## Économie
Banlieue de Marmande, Fauguerolles est une commune essentiellement agricole.
Néanmoins l'entreprise phare du village est le groupe Coaxis (16 M€ de CA et 100 personnes).
Coaxis est une ESN (entreprise de services numériques) spécialisée dans les services informatiques destinés aux entreprises.

### Sports
En 2023, le club du Mas d'Agenais de rugby à XIII s'installe dans la commune.

## Culture locale et patrimoine

### Lieux et monuments
- L'église paroissiale Saint-Martin a été construite au XVe siècle, incendiée au XVIe siècle, au cours des guerres de religion, relevée au XVIIe siècle et restaurée au XIXe siècle[31].
- Le château Arago, propriété privée — aujourd'hui (2015) transformée en restaurant —, date de la fin du XVIIIe siècle. Il a été aménagé selon la mode néo-gothique et néo-mauresque, vers 1850, par Emmanuel Arago, fils du célèbre physicien et astronome[32], qui l'avait reçu de sa femme lors de son mariage.
- Une tour d'observation, construit pour François Arago par son fil Emmanuel, s'élève en annexe du château Arago. Hélas, François Arago, malade, meurt en 1853 et ne vint jamais à Fauguerolles. Il ne put donc pas avoir l'usage de la tour[33].

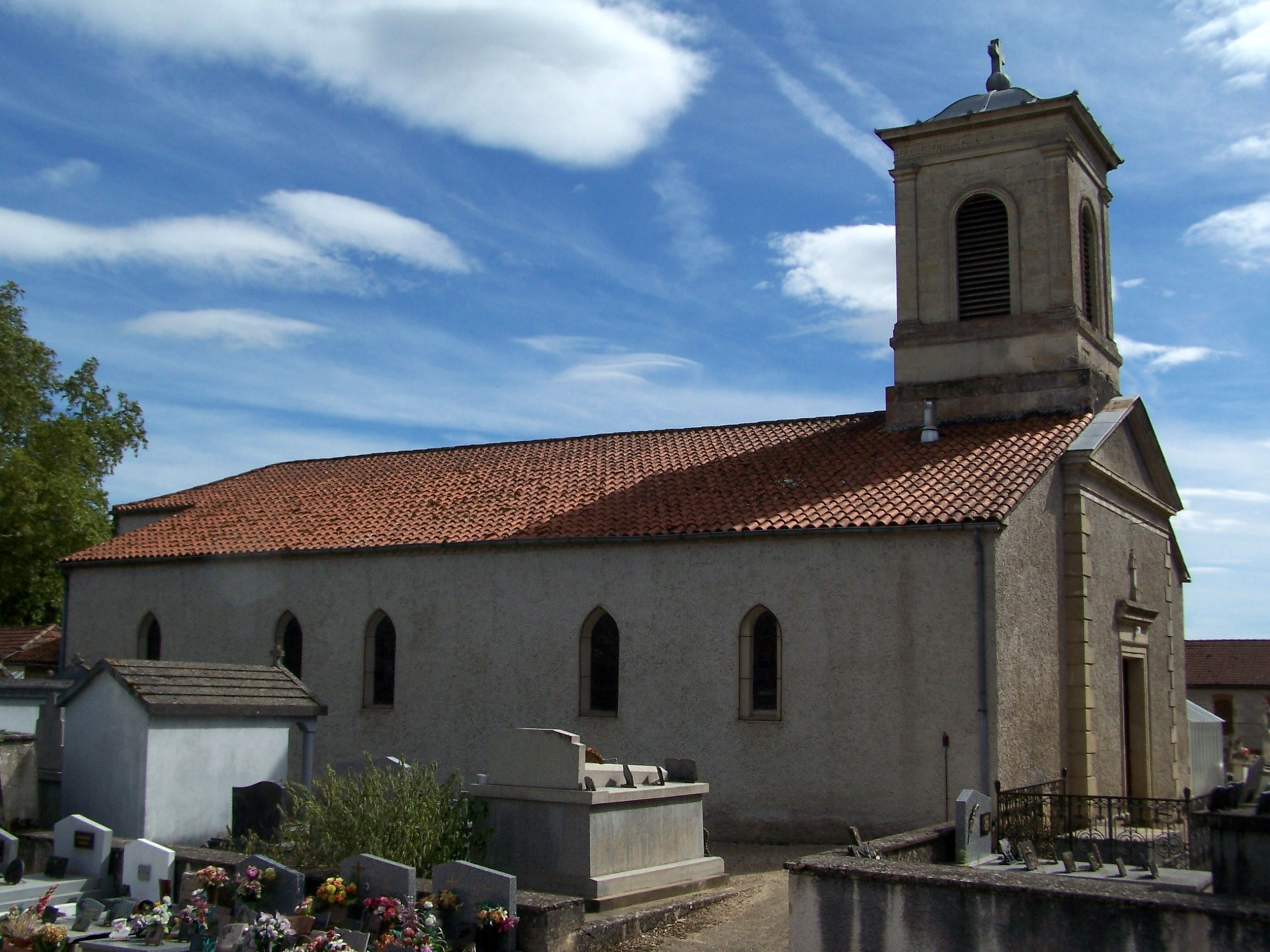
L'église Saint-Martin (juillet 2015)
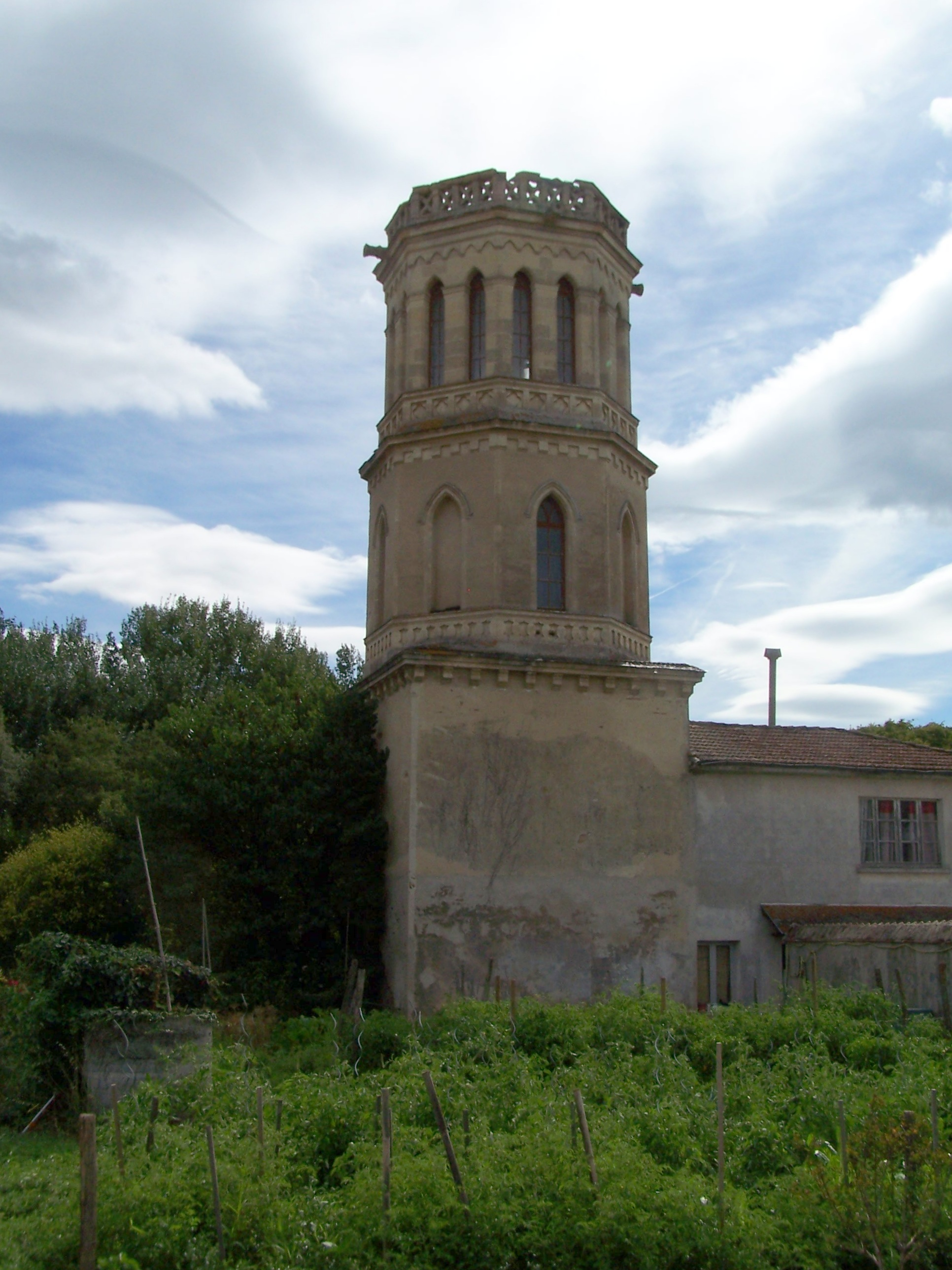
La tour-observatoire Arago (juillet 2015)
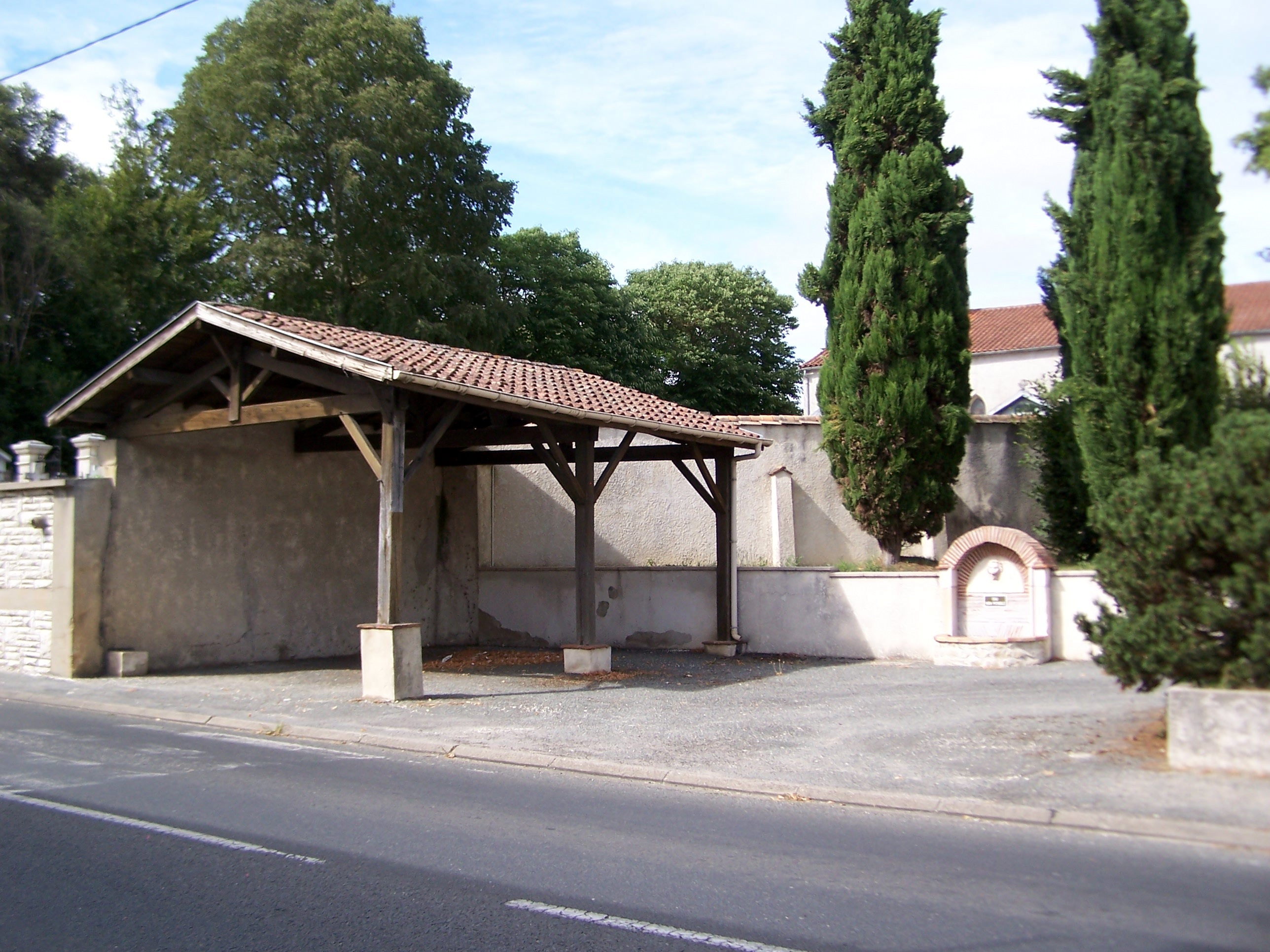
Halle le long de la route départementale (juillet 2015)
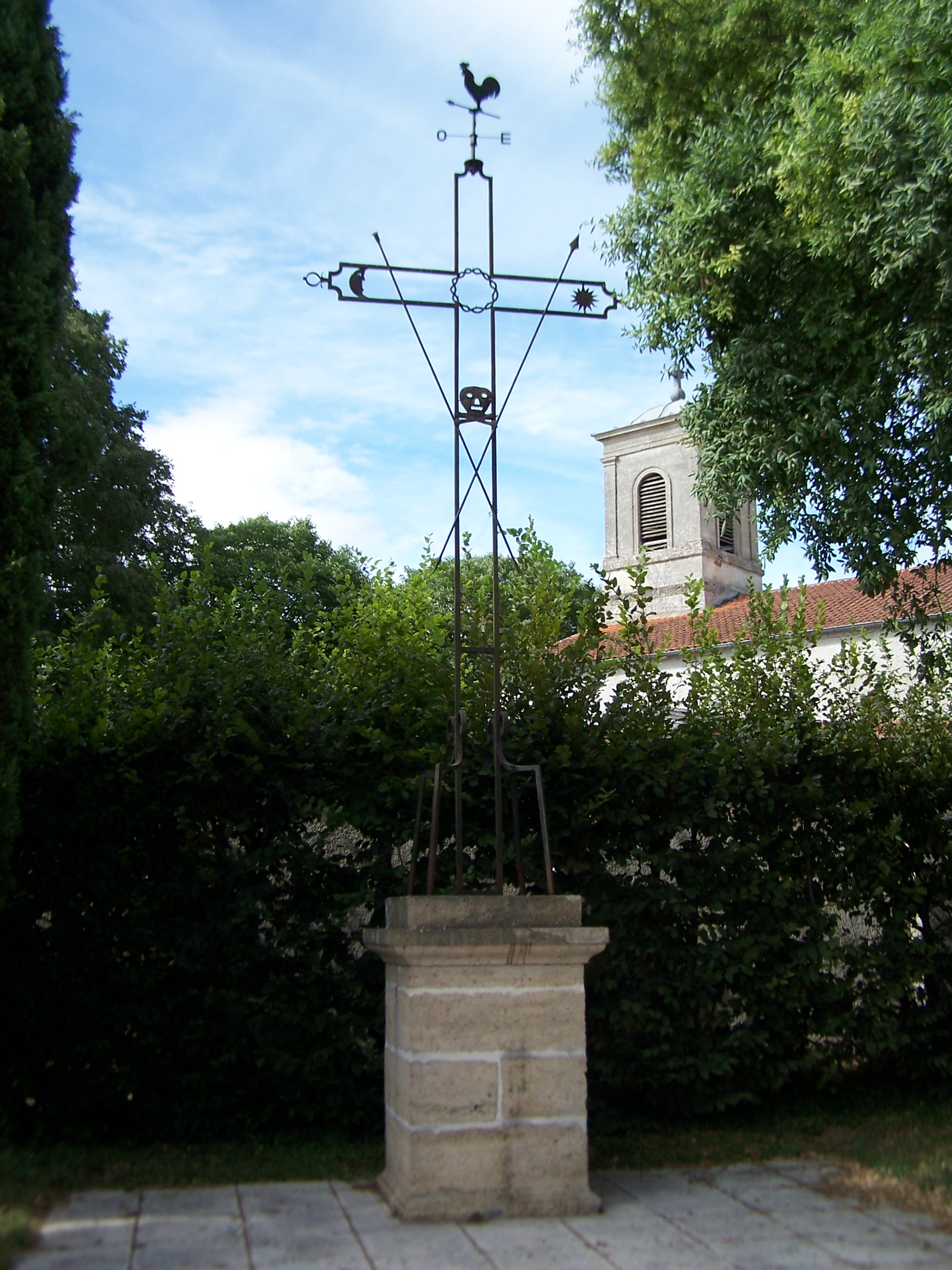
Croix de mission à proximité de l'église (juillet 2015)
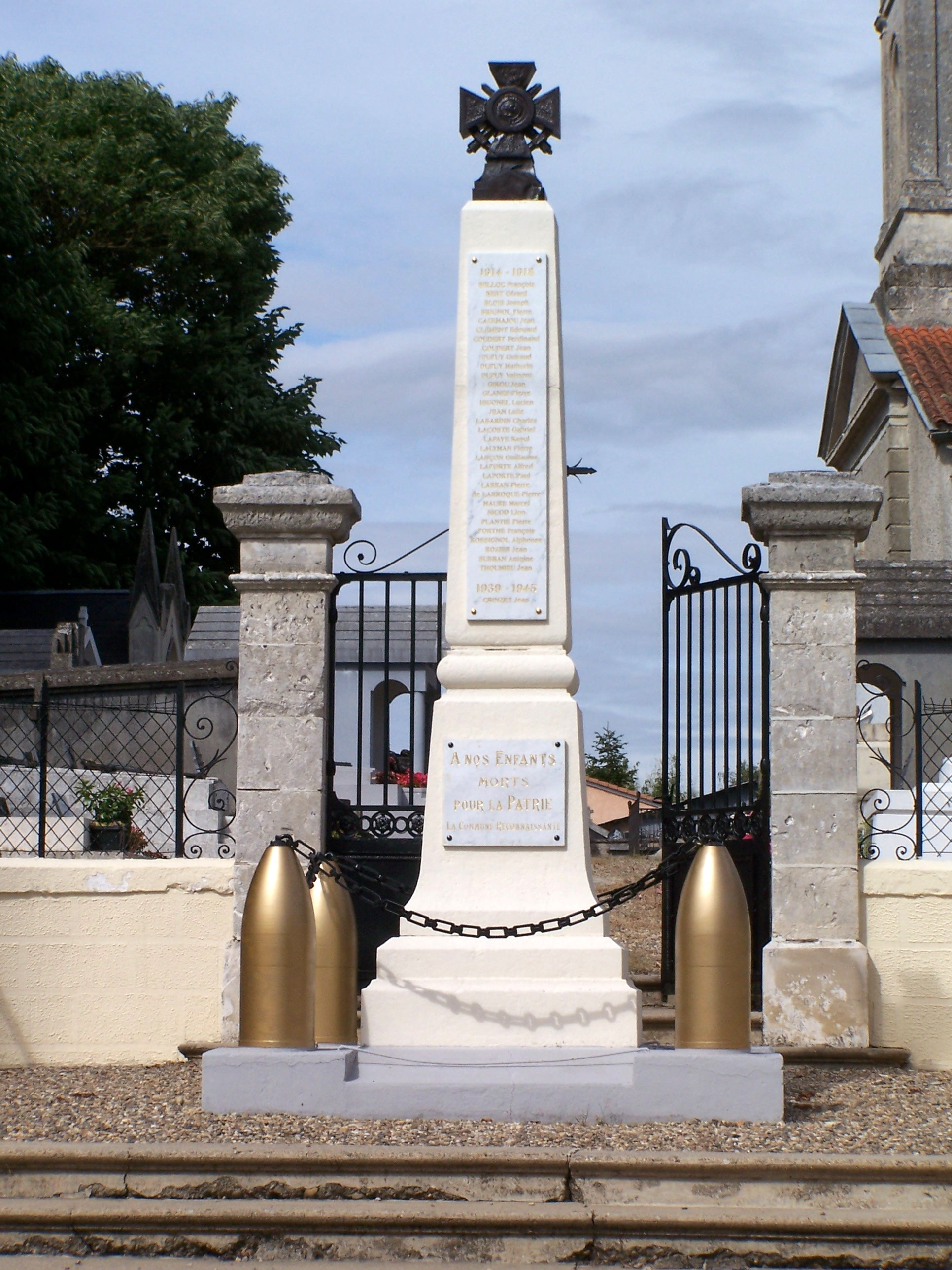
Le monument aux morts face à la mairie (juillet 2015)

### Personnalités liées à la commune
- Léonard Jacques Stanislas Galz de Malvirade (1786-1847) : militaire né à Fauguerolles ;
- Emmanuel Arago (1812-1896) : homme politique[pourquoi ?] ;
- Pierre Jean François Arago (1862-1937) : homme politique né à Fauguerolles ;
- Raoul Lamourdedieu (1877-1953) : artiste né à Fauguerolles.